# Багна-Схеда
Ба́гна-Схе́да — болото низинного (84 %), верхового (13 %) и смешанного (3 %) типов на севере Зельвенского и юге Мостовского районов Белоруссии, в пойме реки Зельвянка.
На 2016 год, в основном, осушено и превращено в сельхозугодья.

## Описание болота
Площадь 11,3 тыс. га. Глубина торфа до 4 м, ср. 1,5 м, степень разложения низинного типа 34 %, верхового 28 %, зольность соответственно 9,5 и 3,8 %.

## Особенности болота
На площади ок. 30 га есть сапропель (мощность до 1 м), в некоторых местах встречается торфовивианит.